# Boucherie canine
Pour les articles homonymes, voir Boucherie (homonymie).
Une boucherie canine est une boucherie spécialisée dans la vente et la transformation de viande de chien.

## Histoire
La consommation de viande de chien, au fil des siècles, a concerné bon nombre de régions humaines. Pour assurer une filière à cette pratique, il a pu arriver qu'ouvrent des boucheries spécialisées dans le commerce de la viande de chien.

### En Europe

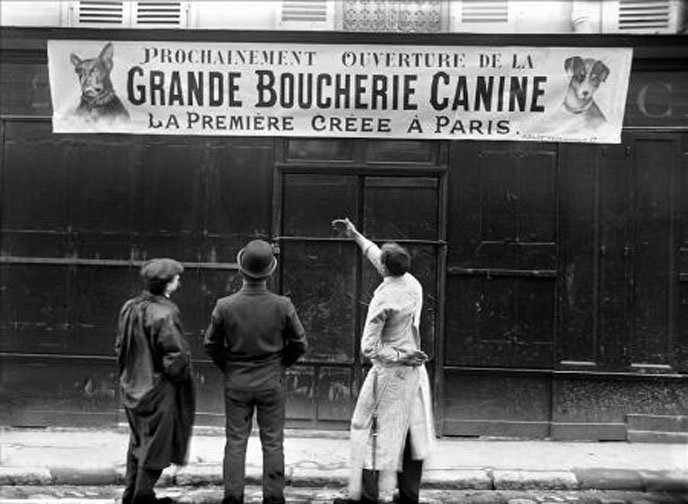
Photographie d'un panneau annonçant l’ouverture prochaine d'une boucherie canine à Paris. Il s'agit en réalité d'un canular photographique datant de 1909, visant à profiter de l'interdit moral touchant à la consommation de viande canine en France pour vendre cette photographie à la presse.

En France, lors de la guerre de 1870, apparaissent à cause de la pénurie de produits alimentaires, des boucheries de chats, de chiens et de rats. Cela se reproduit en 1915. En métropole, cette consommation est clandestine, du fait du fort tabou social et moral qui l'entoure.
Des boucheries canines ont existé également aux Pays-Bas, comme l'atteste une publicité pour une « hondeslagerij » en 1928. Au XXIe siècle, aucune loi n'interdit la consommation de chien (et de chat) si l'animal est tué en respectant les règles d'abattage et d'hygiène prévues par le code rural.
En Suisse, le commerce de la viande de chien est interdit, mais pas sa consommation.
En 2004, il y a eu un projet de nouvelle boucherie canine à Hambourg en Allemagne, mais la réaction des associations de défense de la cause animale et des riverains a coupé court au projet. Quant à la boucherie canine sur internet, elle a existé en Autriche. Mais il s'agissait d'un projet artistique.

### En Asie
En Corée du Sud, la plus grande d'entre elles, située à Seongnam au sud-est de Séoul, doit fermer en mai 2017.
En Chine, à Yulin dans le Guangxi, les boucheries canines abattent environ 300 chiens chaque jour ; les réactions ont été très contrastées lors de l'organisation d'un festival de la viande de chien dans cette ville à partir de 2010, entre amateurs de viande de chien et défenseurs des animaux. Toutefois, la loi évolue et les boucheries canines chinoises sont destinées à la fermeture, sous la pression des classes moyennes qui préfèrent le chien comme animal de compagnie plutôt que comme animal de boucherie.
Toutefois, du fait de la réprobation quasi générale de la cynophagie, les boucheries canines établies comme les boucheries « traditionnelles » ou les chevalines sont moins fréquentes.

### En Polynésie
À Tahiti, ce sont des « préparateurs » qui colportent la viande de chien, la consommation demeurant interdite depuis 1959 dans l'archipel. 